# Caulerpa
Caulerpa és un gènere d'alga verda de la família de les caulerpàcies. Són algues peculiars, ja que consisteixen en una única cèl·lula amb molts nuclis, la qual cosa en fa les cèl·lules úniques més grans del món.

## Taxonomia
Les espècies de Caulerpa actualment reconegudes són:
- C. agardhii
- C. alternans
- C. annulata
- C. antoensis
- C. articulata
- C. ashmeadii
- C. bartoniae
- C. bikinensis
- C. biserrulata
- C. brachypus
- C. brownii
- C. buginensis
- C. cactoides
- C. carruthersii
- C. cliftonii
- C. constricta
- C. crassifolia
- C. cupressoides
- C. cylindracea
- C. dichotoma
- C. diligulata
- C. distichophylla
- C. ellistoniae
- C. elongata
- C. falcifolia
- C. faridii
- C. fastigiata
- C. fergusonii
- C. filicoides
- C. filiformis
- C. flexilis
- C. floridana
- C. harveyi
- C. hedleyi
- C. heterophylla
- C. holmesiana
- C. imbricata
- C. juniperoides
- C. kempfii
- C. lagara
- C. lanuginosa
- C. lentillifera
- C. lessonii
- C. longifolia
- C. macrophysa
- C. manorensis
- C. matsueana
- C. mexicana
- C. microphysa
- C. murrayi
- C. nummularia
- C. obscura
- C. okamurae
- C. oligophylla
- C. ollivieri
- C. opposita
- C. papillosa
- C. parvula
- C. paspaloides
- C. peltata
- C. pickeringii
- C. pinnata
- C. plumulifera
- C. prolifera
- C. pusilla
- C. qureshii
- C. racemosa
- C. remotifolia
- C. reniformis
- C. reyesii
- C. scalpelliformis
- C. sedoides
- C. selago
- C. serrulata
- C. sertularioides
- C. seuratii
- C. simpliciuscula
- C. spathulata
- C. subserrata
- C. taxifolia
- C. trifaria
- C. urvilleana
- C. vanbossea
- C. veravalensis
- C. verticillata
- C. vesiculifera
- C. webbiana
- C. zeyheri